# 仙球大戰
《仙球大戰》（英語：Soccer Killer；原名：蹴鞠），是劉鎮偉執導的喜劇電影，元奎擔任該片武術指導，由何炅、Twins（鍾欣潼、蔡卓妍）領銜主演。2014年4月8日於橫店影視城開拍，5月拍摄完成。

## 劇情
講述宋朝年間一眾愛國人士用踢球對抗奸臣外敵的故事，皇親貴冑、土匪山賊、武林高手紛紛出鏡，組成史上最多元球隊，懷抱國仇家恨完成了中國歷史上第一次國際球賽。

## 演員列表

### 主要演出
| 演員   | 角色     | 角色介紹                               |
| 何 炅  | 茅次郎   | 聲稱光復茅山而接近長平公主，後與之成親 |
| 鍾欣潼 | 長平公主 | 與茅次郎成親                           |
| 蔡卓妍 | 玲兒     | 茅次郎師妹 與皇帝成親                  |
| 譚耀文 | 元顏洪烈 |                                        |

### 八大掌門
| 演員   | 角色     | 角色介紹                                                                           |
| 鄧麗欣 | 滅絕師太 | 與一燈大師、張山風為三角關係 實際上是戲班成員，迫於政局混亂而假扮尼姑 八仙之藍采和 |
| 李菁   | 張山風   | 滅絕師太愛人 曾是貪官，扮假道士掩人耳目 八仙之漢鐘離                               |
| 林子聰 | 一燈大師 | 情鍾滅絕師太 曾是貪官，假扮和尚掩人耳目 八仙之鐵拐李                               |
| 元奎   | 青松     | 青城派掌門 案底：非禮未成年少女而入獄 八仙之韓湘子                                 |
| 袁祥仁 | 郭華強   | 華山派掌門，號稱劍仙 案底：賣假藥而入獄 八仙之呂洞賓                               |
| 鍾發   | 靈巧妙   | 八仙之張果老                                                                       |
| 趙志凌 | 石天經   | 崆峒派掌門 案底：有易裝癖 因謝頂（即禿頭）而向滅絕師太買假髮 八仙之何仙姑          |
| 馮克安 | 奕飛倫   | 昆崙派掌門 案底：殺了調戲妻子的知縣而入獄 八仙之曹國舅                             |

### 祥雲國
| 演員   | 角色   | 角色介紹                           |
| 容祖兒 | 大將軍 | 於大婚時報告盛產花旗蔘的大國下戰書 |
| 柴格   | 皇帝   | 後與玲兒成親                       |
| 劉鎮偉 | 秦奴   | 丞相 與豹烈可汗勾結                |
| 胡家垚 | 劉晉   | 尚書                               |
| 馬麗   | 菊一哥 | 宮女                               |
| 蘇丹萍 | 雅大虎 | 宮女                               |

### 梁　山
| 演員   | 角色   | 角色介紹                             |
| 梁寒冰 | 杜三娘 | 江東108殺手之一 孫新之妻             |
| 李維嘉 | 孫新   | 江東108殺手之一 杜三娘之夫，風流成性 |
| 杜海濤 | 宋炳   | 江東108殺手之一                      |
| 沈凌   | 吳能   | 江東108殺手之一                      |
| 劉雍   | 李清   | 江東108殺手之一                      |
| 騰奎源 | 石天   | 江東108殺手之一                      |
| 楊迪   | 魯子   | 江東108殺手之一                      |
| 黃藝馨 | 白眉   | 江東108殺手之一                      |
| 吳昕   | 宋夫人 | 江東108殺手之一                      |

### 鷹爪盟
| 演員              | 角色 | 角色介紹 |
| Michael Nguyen    |      |          |
| Nicklas Lynn Keng |      |          |
| 容祖兒            |      |          |
| 王付海            |      |          |
| 君君              |      |          |
| 陳聰              |      |          |
| 苗立彪            |      |          |
| 吳興寧            |      |          |
| 范一竹            |      |          |
| 張志偉            |      |          |

## 幕後製作
- 導演：劉鎮偉
- 演員陣容：何炅、鍾欣潼、蔡卓妍、鄧麗欣、容祖兒
- 拍攝地點： 橫店影視城、鳳凰山
- 武術指導：元奎

## 電影歌曲
| 曲別   | 歌名       | 演唱者                          | 作詞 | 作曲   |
| 主题曲 | 五穀兆豐年 | Winona Xu Christine Ng Ann Chan | 林萍 | 胡偉立 |

## 外部連結
- 时光网上《仙球大戰》的資料（简体中文）